# Pseudomyrmex colei
Pseudomyrmex colei är en myrart som först beskrevs av Enzmann 1944.  Pseudomyrmex colei ingår i släktet Pseudomyrmex och familjen myror.

## Underarter
Arten delas in i följande underarter:
- P. c. colei
- P. c. vistanus